# Lycodon subcinctus
Espèce
Synonymes
- Lycodon platurinus Cantor, 1847
- Elapoides annulatus Sauvage, 1884
- Anoplophallus maculatus Cope, 1895
- Lycodon suratensis Nutphand, 1986

Statut de conservation UICN

 LC  : Préoccupation mineure
Lycodon subcinctus est une espèce de serpent de la famille des Colubridae.

## Répartition
Cette espèce se rencontre :
- sur l'île de Bornéo ;
- au Cambodge ;
- sur les îles indiennes de Nicobar ;
- en Indonésie ;
- en Malaisie péninsulaire ;
- au Laos ;
- aux Philippines ;
- en République populaire de Chine, dans les provinces du Hainan, du Yunnan, du Guangdong, du Fujian et à Hong Kong ;
- en Thaïlande ;
- au Viêt Nam.

## Liste des sous-espèces
Selon The Reptile Database (17 février 2014) :
- Lycodon subcinctus maculatus (Cope, 1895) - République populaire de Chine
- Lycodon subcinctus sealei Leviton, 1955 - Bornéo, Palawan
- Lycodon subcinctus subcinctus Boie, 1827

## Publications originales
- Boie, 1827 : Bemerkungen über Merrem's Versuch eines Systems der Amphibien, 1. Lieferung: Ophidier. Isis von Oken, Jena, vol. 20, p. 508-566 (texte intégral).
- Cope, 1895 "1894" : The classification of the ophidia. Transactions of the American Philosophical Society, vol. 18, p. 186-219 (texte intégral).
- Leviton, 1955 : Systematic notes on the Asian snake Lycodon subcinctus. Philippine Journal of Science, vol. 84, p. 195-203.